# Monteriano
Monteriano: dove gli angeli temono di mettere piede (Where Angels Fear to Tread) è il primo romanzo dello scrittore britannico E. M. Forster, pubblicato nel 1905.
Il titolo originale proviene da una frase del poema Saggio sulla critica di Alexander Pope. Analogamente al successivo Camera con vista, anche qui sia l'Italia che i suoi abitanti vengono presentati come trasudanti un fascino irresistibile.
Nel 1991 ne è stata tratta una pellicola cinematografica interpretata, tra gli altri, da Rupert Graves.

## Trama
Durante un viaggio attraverso le colline della Toscana con la sua giovane amica e compagna di viaggio Caroline, la vedova Lilia Herriton si innamora, oltre che del paesaggio, anche di Gino, un bell'italiano aitante nonché molto più giovane di lei; questo la fa decidere a rimanere rimandando la partenza. Furibonda, la famiglia del marito morto, venuta a conoscenza del fatto, invia il cognato Philip in Italia nel tentativo di sventare lo scandalo: egli giunge però troppo tardi.
Lilia è subito convolata a nozze col ragazzo ed anzi si trova già incinta; al momento del parto purtroppo, per colpa di una grave complicazione accaduta improvvisamente, muore. Ed ecco Philip cerca di salvare questa volta il neonato da una vita sicuramente immersa nella miseria e nell'inciviltà caratteristiche della penisola; ma così facendo cerca anche di salvare la buona reputazione della famiglia. I suoceri di Lilia fanno chiaramente capire che è sia un loro diritto, ma anche un proprio preciso dovere, quello di ottenere l'affidamento del bambino di modo che possa essere cresciuto ed allevato come un inglese.
Nel frattempo anche la giovane Caroline ha scelto di trattenersi in Italia. La morte accidentale del piccolo figlio di Lilia produce tutta una serie di drastici cambiamenti all'interno della vicenda: il violento sfogo del padre Gino contro Philip appena saputa la notizia della morte del bambino, il forte senso di colpa provato dall'unica sorella di Lilia, Harriet, che le provoca un'insanabile crisi nervosa, infine lo stesso Philip che si rende conto d'essersi innamorato di Caroline ma anche che non potrà mai arrivare ad averla in quanto lei stessa ammette drammaticamente d'amare Gino.

## Edizioni
- Edward Morgan Forster, Monteriano: dove gli angeli temono di mettere piede, traduzione di Luisa Chiarelli, Feltrinelli, 1984, ISBN 88-07-05020-X.